# Videojuego de supervivencia

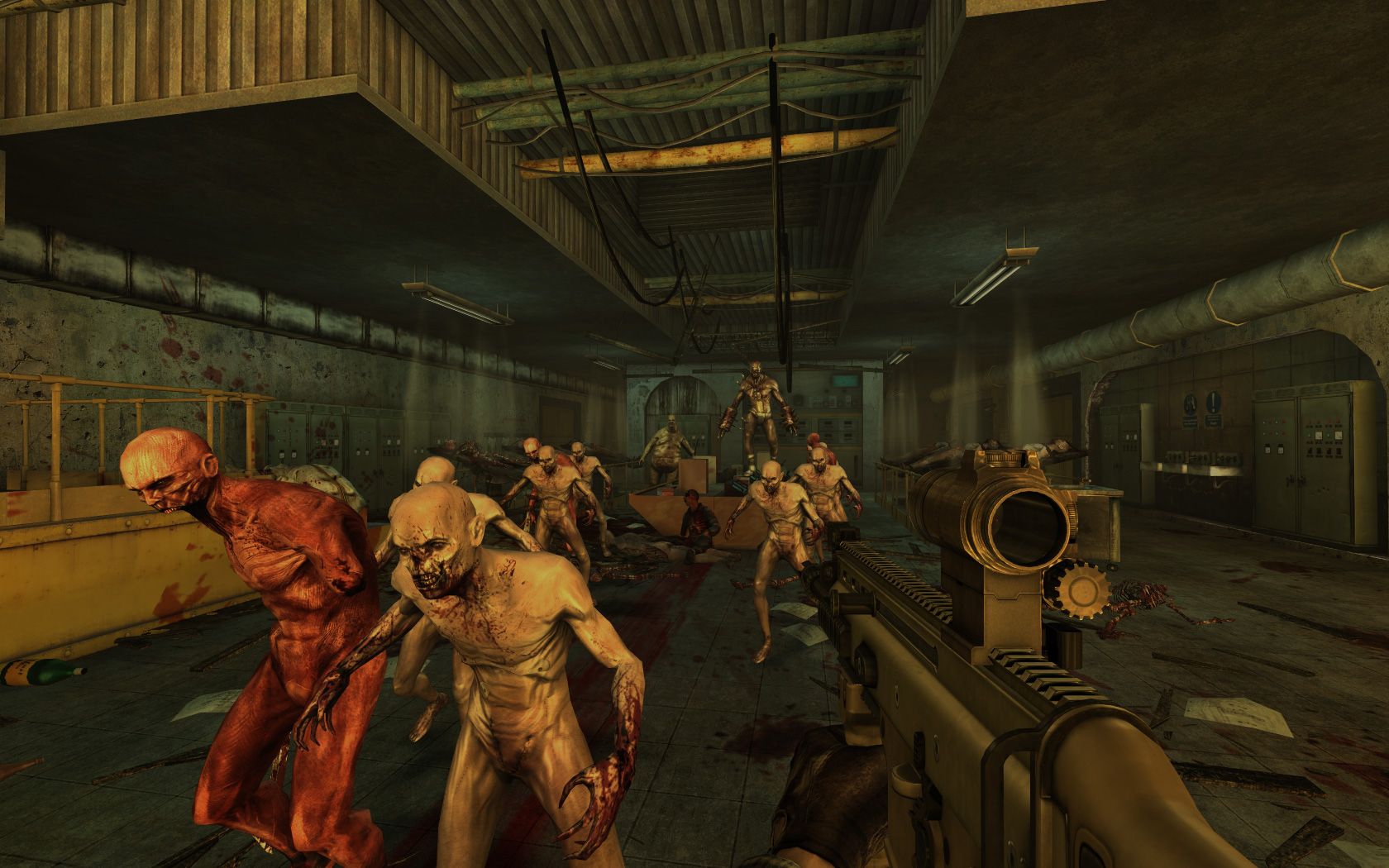
Killing Floor, un videojuego de supervivencia.

Los videojuegos de supervivencia son un subgénero de los videojuegos de acción ambientado en un ambiente hostil, intenso y de mundo abierto, donde los jugadores generalmente comienzan con equipos mínimos y se les exige que recolecten recursos, herramientas de artesanía, armas y refugio, y sobrevivan el mayor tiempo posible. Muchos juegos de supervivencia se basan en entornos persistentes generados al azar o por procedimientos; los juegos creados más recientemente a menudo se pueden jugar en línea, lo que permite que múltiples jugadores interactúen en un único mundo persistente. Los juegos de supervivencia generalmente son abiertos, sin objetivos fijos y, a menudo, están estrechamente relacionados con el género de terror de supervivencia, en el cual el jugador debe sobrevivir dentro de un entorno sobrenatural, como un apocalipsis zombi.

## Jugabilidad general
Los juegos de supervivencia se consideran una extensión de un tema de videojuego común donde el jugador-personaje está varado o separado de los demás, y debe trabajar solo para sobrevivir y completar un objetivo. Los juegos de supervivencia se centran en las partes de supervivencia de estos juegos, al tiempo que fomentan la exploración de un mundo abierto. Principalmente son juegos de acción, aunque algunos elementos del juego presentes en el género de acción y aventura, como el manejo de recursos y la creación de objetos, se encuentran comúnmente en juegos de supervivencia. Al comienzo de un juego de supervivencia típico, el jugador generalmente se coloca solo en el mundo del juego con pocos recursos. No es raro que los jugadores gasten la mayoría o la totalidad del juego sin encontrar un personaje amigable que no sea jugador; dado que los NPC suelen ser hostiles para el jugador, se hace hincapié en la evitación, en lugar de la confrontación. Sin embargo, en algunos juegos, el combate es inevitable y proporciona al jugador recursos valiosos (por ejemplo, comida, armas y armaduras).

## Sistemas decrafting
La confección es una característica presente en muchos juegos de supervivencia. Mediante sistemas de crafting o crafteo (del ingles craft) los jugadores pueden combinar recursos para crear nuevos objetos, impulsando así la progresión en el juego al facilitar el acceso a herramientas y armas superiores. Por ejemplo, usar un pico de madera ayudará a recolectar piedra, la que luego podrá ser usada para fabricar un pico de piedra y así obtener nuevos minerales. La durabilidad de los objetos, la necesidad de mesas de trabajo especiales y el aprendizaje de recetas pueden añadir profundidad a este sistema.

## Títulos más populares
- Minecraft
- Ark: Survival Evolved
- Conan Exiles
- 7 Days to Die
- DayZ
- Rust
- Sons of the Forest
- Green Hell
- Last Day On Earth
- LifeAfter
- Dawn Of Zombies: Survirval Co-Op
- R.E.P.O.